# アティ族

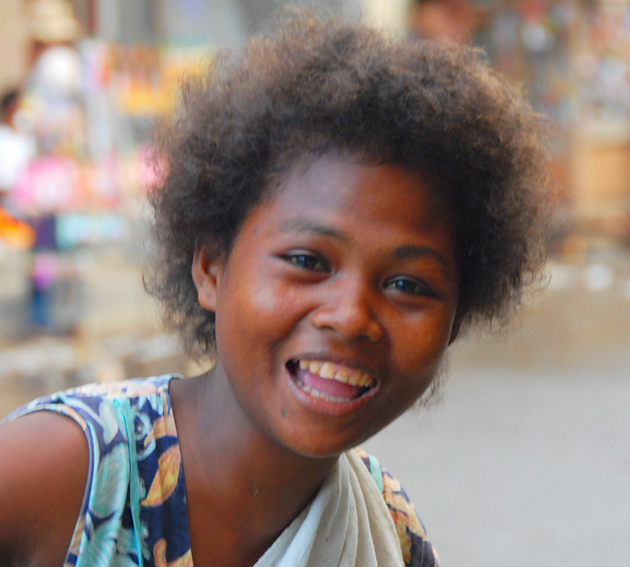
アティ族の女性

アティ族（アティぞく、Ati people）は、フィリピンのパナイ島に住むネグリトの先住民族である。アエタ族などと同様、出アフリカ後インドを経由して「南回り」で到達したオーストラロイド人種である。オーストロネシア語族のアティ語を使用することから、本来の固有の言語を過去のある時点で喪失し、言語交替を起こしたようである。人口は2000人強、うち1980年時点で1500人がアティ語を話す。

## 関連
- アエタ族